# Xylobiops sextuberculatus
Xylobiops sextuberculatus är en skalbaggsart som först beskrevs av Leconte 1858.  Xylobiops sextuberculatus ingår i släktet Xylobiops och familjen kapuschongbaggar. Inga underarter finns listade i Catalogue of Life.

## Bildgalleri

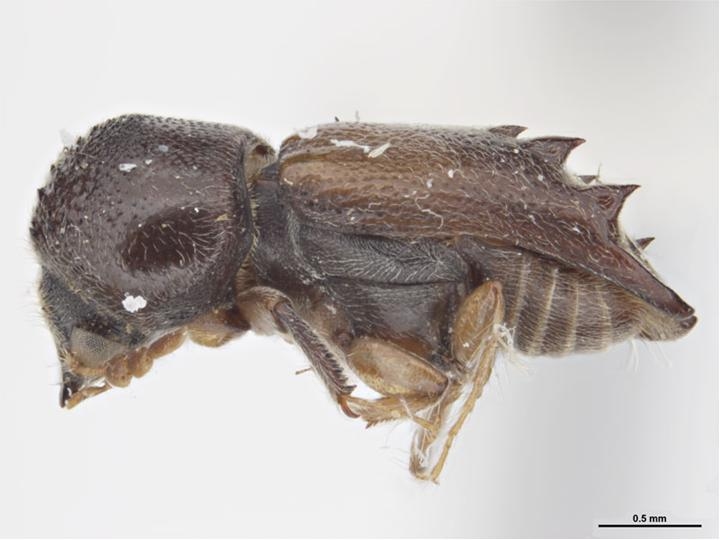